# Гейро, Абрам Борисович
Абрам Борисович Ге́йро (12 июля 1903, Елисаветград, Херсонская губерния — 8 июня 1989, Ленинград) — военный инженер, изобретатель, преподаватель, специалист по минному делу в ВМФ СССР. Послужил прототипом главного героя в художественном фильме «Аллегро с огнём». Член ВКП(б) с 1932 года. Лауреат Сталинской премии (1941).

## Биография
Родился 12 июля 1903 года в Елисаветграде (ныне Кропивницкий, Украина) в еврейской семье. По другим данным, родился в селе Трояндовое, Одесская область, Украина.
Окончил 4 класса начального училища. В 1918—1920 годах учился в Трудовой школе в Елизаветграде. В 1920—1923 годах работал в уездном бюро профсоюза «Совработник» в Елизаветграде. Участвовал в борьбе с бандитизмом в составе Частей особого назначения.
С августа 1923 года — студент факультета инженеров путей сообщения. В ноябре 1931 года окончил Киевский машиностроительный институт. С ноябре 1931 года по декабрь 1932 года — учёба на Военно-промышленном отделении при Военно-морской академии. Затем остаётся в адъюнктуре при кафедре Минного оружия. В 1933—1934 годах заканчивает адъюнктуру и назначается преподавателем кафедры Минного оружия академии. В 1937 году — старшим преподаватель кафедры, затем — начальник кафедры Минного оружия. Участвовал в становлении Кораблестроительного института, в котором с 1938 года в течение многих лет готовили специалистов для предприятий промышленности и ВМФ по основным видам морского оружия. Выступил инициатором организации в нём Приборостроительного факультета. С 1938 года работал в Центральном конструкторском бюро ЦКБ-36 МСП. С августа 1938 года — Главный инженер ЦКБ министерства судостроительной промышленности по минному оружию (ЦКБ-36 МСП).
Во время Великой Отечественной войны занимался разминированием немецких мин, организацией и технической работой по приготовлению мин для постановки силами Черноморского флота, разработкой мер и средств борьбы с неконтактными минами врага на фарватерах и в гаванях Севастополя, других портов Чёрного моря, затем направлен в распоряжение Минно-торпедного управления ВМФ, где занимался проблемами организации производства минного оружия на заводах СССР, затем переведён сначала в Беломорскую военную флотилию, а затем на Северный флот для борьбы с немецкими минами, затем — Главный инженер ЦКБ-36, затем — Главный инженер научно-исследовательского минно-торпедного института (НИИ-400 МСП).
С конца 1945 года — старший преподаватель кафедры Минного оружия Военно-морской академии кораблестроения и вооружения. С апреля 1946 года — главный инженер — заместитель начальника института по научно-исследовательской работе в НИМТИ ВМФ. С декабря 1950 года — старший преподаватель на кафедре Минного оружия ВМАКВ. С апреля 1952 года по сентябрь 1960 года — начальник кафедры Минного оружия Высшего военно-морского училища инженеров оружия. Затем возглавляет кафедру Минного и противолодочного оружия и его боевого применения в Высшем Военно-морском училище подводного плавания им. Ленинского комсомола.
В конце 1967 года отправлен в отставку. Был женат, имел сына. Умер 8 июня 1989 года. Похоронен в Ленинграде на Преображенском еврейском кладбище.

## Исследования и изобретения
В 1934 году Гейро была изобретена авиационная беспарашютная морская мина АМГ (авиационная мина Гейро); во время Великой Отечественной войны мина АМГ применялась авиацией флотов в ходе боевых действий на всех морских театрах.
Всего сделал 11 изобретений, 8 из них — по морскому оружию, а также более 100 рационализаторских предложений, реализованных как в военной, так и в гражданской отраслях. Например, в 1970-е годы, когда рассматривался вопрос переоборудования устаревших подводных ракетных крейсеров в минные заградители, Гейро предложил конструкцию установок для постановки мин из ракетных шахт этих крейсеров. В 1980-е годы Гейро было предложено устройство для разделения боевого зарядного отделения торпеды на блоки с целью повышения разрушающего воздействия взрыва на корпус цели.

## Награды и премии
- Сталинская премия III степени (14 марта 1941) — за изобретение в области вооружения
- орден Красной Звезды (23 июля 1942) — за образцовое выполнение заданий командования на фронте борьбы с немецкими захватчиками, проявленные доблесть и мужество при разоружении морских мин противника
- орден Ленина (1944) — за создание новых образцов морского оружия
- медаль «За боевые заслуги» (3 ноября 1944) — за долголетнюю и безупречную службу в ВМФ
- медаль «За оборону Советского Заполярья» (март 1945)
- орден Отечественной войны I степени (8 июля 1945) — за выполнение специальных заданий Правительства по созданию оружия
- медаль «За победу над Германией в Великой Отечественной войне 1941—1945 гг.» (20 декабря 1945)
- орден Красной Звезды (февраль 1946) — за долголетнюю и безупречную службу в ВМФ
- орден Красного Знамени (февраль 1952) — за долголетнюю и безупречную службу в ВМФ
- орден Отечественной войны II степени (6 апреля 1985)